# Mir Fantastiki
Mir Fantastiki (en ruso: Мир фанта́стики) es una revista mensual y sitio web sobre fantasía y ciencia ficción en todas sus formas. Publicada desde septiembre de 2003, es la revista de ciencia ficción más grande de la antigua URSS. La publicación revisa libros, películas, series de televisión, videojuegos y cómics en géneros como ciencia ficción, fantasía y terror, publica artículos sobre universos de ficción, escritores de ciencia ficción famosos, fandoms, mitología y futurología.
Mir Fantastiki ha recibido varios premios en el campo de la ciencia ficción, incluida como Mejor Revista de Europa de la European Science Fiction Society, el Premio Wanderer e Internet Roscon por el sitio web Mirf.ru.
Hasta finales de 2018, la revista perteneció a la editorial Igromedia. Desde 2019 le pertenece a Hobby World.